# 等效串联电阻
等效串联电阻（ESR），也称为有效串联电阻，一般指电容器等效电路的电阻值。
理想电容器不存在等效串联电阻，或者说，理想电容器的等效串联电阻等于零。但实际中，电容器的引线，极板存在电阻，电容的绝缘介质会产生损耗。在外部，可将该电容器等效为一个理想电容器与一个电阻、一个电感串联的模型，此时电阻值即为该电容器的等效串联电阻。